# Antonio Donnarumma
Antonio Donnarumma (ur. 7 lipca 1990 w Castellammare di Stabia) – włoski piłkarz występujący na pozycji bramkarza we włoskim klubie Padova. W swojej karierze grał także w takich zespołach jak Piacenzia, Gubbio, Genoa CFC, Bari, Asteras Tripolis oraz A.C. Milan. Starszy brat Gianluigiego Donnarummy.

## Statystyki kariery
(aktualne na dzień 12 sierpnia 2016)
| Klub               | Sezon              | Liga               | Liga  | Liga   | Puchar kraju | Puchar kraju | Europa | Europa | Suma  | Suma   |
| Klub               | Sezon              | Liga               | Mecze | Bramki | Mecze        | Bramki       | Mecze  | Bramki | Mecze | Bramki |
| ------------------ | ------------------ | ------------------ | ----- | ------ | ------------ | ------------ | ------ | ------ | ----- | ------ |
| Milan              | 2010/11            | Serie A            | 0     | 0      | 0            | 0            | 0      | 0      | 0     | 0      |
| Piacenzia (wyp.)   | 2010/11            | Serie B            | 3     | 0      | 2            | 0            | –      | –      | 5     | 0      |
| Gubbio (wyp.)      | 2011/12            | Serie B            | 37    | 0      | 2            | 0            | –      | –      | 39    | 0      |
| Genoa              | 2012/13            | Serie A            | 1     | 0      | 0            | 0            | –      | –      | 1     | 0      |
| Genoa              | 2013/14            | Serie A            | 0     | 0      | 0            | 0            | –      | –      | 0     | 0      |
| Bari (wyp.)        | 2014/15            | Serie B            | 25    | 0      | 2            | 0            | –      | –      | 27    | 0      |
| Genoa              | 2015/16            | Serie A            | 0     | 0      | 0            | 0            | –      | –      | 0     | 0      |
| Asteras Tripolis   | 2016/17            | Superleague        | 0     | 0      | 0            | 0            | –      | –      | 0     | 0      |
| Ogólnie w karierze | Ogólnie w karierze | Ogólnie w karierze | 66    | 0      | 6            | 0            | 0      | 0      | 72    | 0      |